# قصف حي الهنود (الحديدة)
قصف حي الهنود هي غارة جوية نفدها طيران التحالف العربي في اليمن في 21 سبتمبر 2016 في مديرية الحوك التابعة لمحافظة الحديدة أسفرت عن مقتل 24 شخصاً. وجرح 115 آخرين، بينهم أطفالاً ونساء وكان من بين الضحايا أسرة كاملة مكونة من خمسة أشخاص، حيث تدمرت نحو 9 منازل ولحقت الأضرار بنحو 15 منزلاً.

## طالع أايضاً
- قصف سجن الزيدية (الحديدة)
- قصف الصالة الكبرى (صنعاء)
- قصف مخيم المرزق
- قصف الظهرة بتعز